# Neufeld (Thun)
Das Neufeld ist ein Stadtteil von Thun in der Schweiz.

## Geographie
Das Neufeld befindet sich südwestlich der Thuner Altstadt, im Zentrum des Gebietes der ehemals selbstständigen Gemeinde Strättligen. Im Osten grenzt es an Dürrenast, im Süden an Gwatt-Schoren-Buchholz, im Westen an Allmendingen (getrennt von Landwirtschaftsfläche und der Autobahn A6), im Nordwesten an die von der Armee genutzte Allmend und im Nordosten an das Hohmad-Quartier.
Das gesamte Gebiet des Quartiers befindet sich auf der Ebene zwischen dem Nordwestzipfel des Thunersees und den westlich davon gelegenen Moränenhügeln. Es hat jedoch keinen Seeanstoss.

## Geschichte
Das Gebiet des heutigen Quartiers war ursprünglich unter dem Namen «Vehweid» (Viehweide) bekannt. Diese Bezeichnung wurde erstmals 1577 urkundlich erwähnt. Bis zur Umleitung der Kander in den Thunersee im Jahre 1714 wurde das Gebiet regelmässig überschwemmt und war nur als Weideland nutzbar. Danach entstanden zunächst landwirtschaftliche Streusiedlungen. Erst nach der Eingemeindung von Strättligen in die Stadt Thun 1920 setzte eine Überbauungstätigkeit ein, welche das Gebiet zum Stadtquartier machte. 1971 erhielt das Quartier mit der A6 (Ausfahrt Thun Süd) einen Autobahnanschluss.